# Nat Pendleton
Nat Pendleton, all'anagrafe Nathaniel Greene Pendleton (Davenport, 9 agosto 1895 – San Diego, 12 ottobre 1967), è stato un lottatore e attore statunitense.

## Biografia
Nato nell'Iowa da Adelaide E. e Nathaniel G. Pendleton, studiò alla Columbia University dove cominciò la sua carriera di lottatore.
Diventò campione nell'Eastern Intercollegiate Wrestling Association del 1914 e del 1915. Scelto per il team USA alle Olimpiadi di Anversa del 1920, Pendleton perse solo un combattimento, vincendo la medaglia d'argento nella categoria pesi massimi.

## Filmografia
- The Battle of Gettysburg, regia di Charles Giblyn e Thomas H. Ince (1913)
- The Hoosier Schoolmaster, regia di Oliver L. Sellers (1924)
- Monsieur Beaucaire, regia di Sidney Olcott (1924)
- Let's Get Married, regia di Gregory La Cava (1926)
- The Laughing Lady, regia di Victor Schertzinger (1929)
- La conquista dell'America (The Big Pond), regia di Hobart Henley (1930)
- La Grande mare, regia di Hobart Henley (1930)
- L'ultimo eroe (The Last of the Duanes), regia di Alfred L. Werker (1930)
- Il lupo dei mari (The Sea Wolf), regia di Alfred Santell (1930)
- La bionda e l'avventuriero (Blonde Crazy), regia di Roy Del Ruth (1931)
- The Star Witness, regia di William A. Wellman  (1931)
- A Fool's Advice, regia di Ralph Ceder (1932)
- L'accusa (Attorney for the Defense), regia di Irving Cummings (1932)
- Deception, regia di Lewis Seiler (1932)
- Il segno della croce (The Sign of the Cross), regia di Cecil B. DeMille (1932)
- Signora per un giorno (Lady for a Day), regia di Frank Capra (1933)
- College Coach, regia di William A. Wellman (1933)
- Il prezzo del piacere (Child of Manhattan), regia di Edward Buzzell (1933)
- Il caso dell'avv. Durant (Penthouse), regia di W. S. Van Dyke (1933)
- L'uomo ombra (The Thin Man), regia di W.S. Van Dyke (1934)
- Amanti fuggitivi (Fugitive Lovers), regia di Richard Boleslawski (1934)
- La sirena del fiume (Lazy River), regia di George B. Seitz (1934)
- Pura al cento per cento (The Girl from Missouri), regia di Jack Conway (1934)
- Tentazione bionda (Reckless), regia di Victor Fleming (1935)
- L'incrociatore misterioso (Murder in the Fleet), regia di Edward Sedgwick (1935)
- La volontà occulta (The Garden Murder Case), regia di Edwin L. Marin (1936)
- Il paradiso delle fanciulle (The Great Ziegfeld), regia di Robert Z. Leonard (1936)
- Due nella folla (Two in a Crowd), regia di Alfred E. Green (1936)
- Trapped by Television, regia di Del Lord (1936)
- Ombre di notte (Under Cover of Night), regia di George B. Seitz (1937)
- La ballerina dei gangsters (Gangway), regia di Sonnie Hale (1937)
- Il giovane Dr. Kildare (Young Dr. Kildare), regia di Harold S. Bucquet (1938)
- Questo mondo è meraviglioso (It's a Wonderful World), regia di W.S. Van Dyke (1939)
- Tre pazzi a zonzo (At the Circus), regia di Edward Buzzell (1939)
- Si riparla dell'uomo ombra (Another Thin Man), regia di W.S. Van Dyke (1939)
- Passaggio a Nord-Ovest (Northwest Passage), regia di King Vidor (1940)
- Ritorna se mi ami (Flight Command), regia di Frank Borzage (1940)
- Phantom Raiders, regia di Jacques Tourneur (1940)
- Gianni e Pinotto reclute (Buck Privates), regia di Arthur Lubin (1941)
- Top Sergeant Mulligan, regia di Jean Yarbrough (1941)
- Addio all'esercito (Buck Privates Come Home), regia di Charles Barton (1947)

## Doppiatori italiani
- Luigi Pavese in Gianni e Pinotto reclute